# Ottelia cordata
Ottelia cordata là một loài thực vật có hoa trong họ Hydrocharitaceae. Loài này được (Wall.) Dandy mô tả khoa học đầu tiên năm 1934.